# Maggie Benedict
Maggie Benedict (Pretoria, 10 de febrero de 1981) es una actriz y cineasta sudafricana. Nacida en Pretoria, estudió actuación en la institución Pretoria Tech. Obtuvo reconocimiento en su país al interpretar el papel de Akhona Miya en la telenovela de la cadena SABC 1 Generations (2011-2014).
Benedict ha aparecido en películas como Attack On Durfur (2009), Step to a Start Up (2014) y Queen Of Kwate (2016). Recibió un galardón en los  South African Film and Television Awards en la categoría de mejor reparto por su actuación en la película de 2011 The Mating Game. Interpretó los papeles de Akhona Miya en la serie dramática de la cadena SABC Generations de 2011 a 2014 y de Violeta en la telenovela Ashes To Ashes (2015-2016). De 2010 a 2011 coprotagonizó como Zoey Matsekwa la telenovela Binnelanders.

## Biografía

### Primeros años y estudios
Benedict nació el 10 de febrero de 1981 en Pretoria, provincia de Gauteng. Realizó sus estudios en la institución Pretoria Technikon (hoy conocida como la Universidad Tecnológica de Tshwane), donde empezó a actuar en obras teatrales.
En 2007 se gradió en la institución Michael Howard de Nueva York. Allí también actuó en varias obras teatrales, entre las que destacan Does Anyone Know Sarah Paisner y Anais Nin Goes To Hell. En 2008 apareció en la adaptación cinematográfica de Anthony Minghella de la serie de libros de Alexander McCall Smith The No. 1 Ladies' Detective Agency, filme que protagonizó junto a Jill Scott y Anika Noni Rose.

### Carrera
Benedict ha aparecido en varios programas de televisión, entre ellos Hard Copy (2006), Hartland (2011) y Geraamtes in die Kas (2011-2013). En 2010 interpretó el papel de Grace Molele en la serie dramática de la SABC 2 The Mating Game junto a Renate Stuurman y Elma Postma. Entre abril de 2010 y 2011 integró el elenco de la serie Binnelanders.
El 12 de octubre de 2011 debutó en la popular telenovela Generations, donde interpretó el papel de Akhona Memela Miya, logrando un amplio reconocimiento y la aclamación de la crítica. La telenovela fue un éxito instantáneo en los ratings con casi siete millones de espectadores por episodio. En 2014, Benedict y otros quince actores fueron despedidos después de que se declararan en huelga para obtener un aumento de sueldo y no cumplieran con el plazo establecido por el productor para volver al trabajo. Luego del despido, los actores emprendieron acciones legales.
En febrero de 2015 se unió al elenco de la telenovela Ashes to Ashes.

## Filmografía
| Año  | Título             | Papel       | Notas |
| ---- | ------------------ | ----------- | ----- |
| 2009 | Attack On Durfur   | Halima      |       |
| 2014 | Step To a start up |             |       |
| 2016 | Queen Of Kwate     | Secreataria |       |

### Televisión
| Año         | Título                             | Papel               | Notas |
| ----------- | ---------------------------------- | ------------------- | ----- |
| 2006        | Hard Copy                          | Noxee               |       |
| 2007        | 7 de Laan                          | Lebo                |       |
| 2009        | The No. 1 Ladies' Detective Agency | Violet              |       |
| 2010        | Geraamtes in die Kas               | Bongi van der Merwe |       |
| 2011        | Hartland                           | Xolile              |       |
| 2010-2011   | Binnelanders                       | Zoey Matsekwa       |       |
| 2011–2014   | Generations                        | Akhona Mamela Miya  |       |
| 2015 – 2016 | Ashes To Ashes                     | Violet              |       |